# Obednik
Obednik (en macédonien Обедник) est un village du sud-est de la Macédoine du Nord, situé dans la municipalité de Demir Hisar. Le village comptait 273 habitants en 2002.

## Démographie
Lors du recensement de 2002, le village comptait :
- Albanais : 139
- Macédoniens : 0